# 마르타 비에이라 다 시우바
마르타 비에이라 다 시우바(포르투갈어: Marta Vieira da Silva, 1986년 2월 19일 ~ )는 흔히 마르타(포르투갈어: Marta)라는 이름으로 알려져 있는 브라질의 여자 축구 선수로 포지션은 공격수이며 현재는 미국 내셔널 위민스 사커 리그의 올랜도 프라이드 소속으로 뛰고 있다. 6차례(2006년, 2007년, 2008년, 2009년, 2010년, 2018년)에 걸쳐 FIFA 올해의 여자 선수로 선정되었다.

## 클럽 경력
마르타는 14세 시절에 브라질의 여자 축구 감독인 엘레나 파셰쿠(Helena Pacheco)에 의해 발탁되었고 바스쿠 다 가마 여자부에 입단했다. 2년 동안 바스쿠 다 가마 소속으로 뛰었지만 2001년에 팀이 해체되면서 방출되고 만다. 2002년에는 미나스제라이스주의 여자 축구 클럽에서 잠깐 동안 뛰었고 나중에 산타크루스로 이적했다.
2004년부터 2008년까지 스웨덴의 우메오 IK 소속으로 뛰는 동안 팀의 다말스벤스칸 4회 우승과 여자 스벤스카 쿠펜 1회 우승, UEFA 여자 챔피언스리그 1회 우승에 공헌했다. 2005년에는 스웨덴의 텔레비전 방송국이 마르타를 소재로 한 다큐멘터리 프로그램인 《마르타, 펠레의 사촌자매》(Marta - Pelés kusin)를 제작했다.
마르타는 2009년에 미국 여자 프로 축구 소속 클럽인 로스앤젤레스 솔로 이적했고 19경기에 출전하는 동안에 10골을 기록하면서 리그 득점왕에 올랐다. 시즌 종료와 함께 브라질의 산투스와 3개월 임대 계약을 맺고 이적했고 팀의 코파 리베르타도레스 페메니나 1회 우승과 코파 두 브라지우 지 푸치보우 페메니누 1회 우승에 공헌했다. 2010년 1월에는 미국 여자 프로 축구 소속 클럽인 FC 골드 프라이드로 이적했고 24경기에 출전하는 동안 19득점을 기록하면서 리그 득점왕에 오르게 된다.
2010년 12월에는 브라질의 산투스로 이적했지만 2011년 1월 25일 미국 여자 프로 축구 소속 클럽인 웨스턴 뉴욕 플래시와 3년 계약을 맺고 입단했다. 2012년 미국 여자 프로 축구 시즌이 취소된 뒤에 스웨덴의 튀레쇠 FF로 이적했다. 2014년 7월에는 스웨덴의 FC 로셍오르드로 이적했고 팀의 다말스벤스칸 2회 우승과 여자 스벤스카 쿠펜 1회 우승, 여자 스벤스카 수페르쿠펜 2회 우승에 기여했다. 2017년에는 미국 내셔널 위민스 사커 리그 소속 클럽인 올랜도 프라이드로 이적했다.

## 국가대표팀 경력
마르타는 2002년부터 브라질 여자 축구 국가대표팀에서 주전 선수로 활약했다. 태국에서 개최된 2004년 FIFA U-19 세계 여자 축구 선수권 대회에서는 대회 골든볼을 수상했는데 브라질은 해당 대회에서 4위를 차지했다.
마르타는 2007년 7월 26일에 브라질 리우데자네이루에 위치한 이스타디우 두 마라카낭에서 열린 2007년 팬아메리칸 게임 여자 축구 결승전에 출전했다. 68,000여명의 관중들이 관람한 이 경기에서 마르타는 브라질이 미국 U-20 대표팀을 누르고 우승을 차지하는 데에 공헌했다. 브라질의 축구 팬들은 마르타를 펠레에 빗대서 "치마 입은 펠레"(Pelé de saias)라는 별명으로 부르기도 했다.
마르타는 5차례의 FIFA 여자 월드컵(2003년, 2007년, 2011년, 2015년, 2019년), 4차례의 하계 올림픽(2004년, 2008년, 2012년, 2016년)에 참가했다. 2007년 FIFA 여자 월드컵에서는 브라질의 준우승을 차지하는 데에 공헌했고 대회 골든볼과 골든슈를 석권하는 영예를 안았다. 2004년 아테네 하계 올림픽, 2008년 베이징 하계 올림픽에서는 브라질의 여자 축구 은메달 수상에 기여했다.

## 수상 내역

### 클럽
우메오 IK
- 다말스벤스칸 4회 우승 (2005, 2006, 2007, 2008)
- 여자 스벤스카 쿠펜 1회 우승 (2007)
- UEFA 여자 챔피언스리그 1회 우승 (2003–04)

산투스
- 코파 리베르타도레스 페메니나 1회 우승 (2009)
- 코파 두 브라지우 지 푸치보우 페메니누 1회 우승 (2009)

FC 골드 프라이드
- 미국 여자 프로 축구 1회 우승 (2010)

웨스턴 뉴욕 플래시
- 미국 여자 프로 축구 1회 우승 (2011)

튀레쇠 FF
- 다말스벤스칸 1회 우승 (2012)
- UEFA 여자 챔피언스리그 1회 준우승 (2013-14)

FC 로셍오르드
- 다말스벤스칸 2회 우승 (2014, 2015)
- 여자 스벤스카 쿠펜 1회 우승 (2016)
- 여자 스벤스카 수페르쿠펜 2회 우승 (2015, 2016)

### 국가대표
브라질
- 2003년 남미 여자 축구 선수권 대회 우승
- 2003년 팬아메리칸 게임 여자 축구 금메달 수상
- 2004년 아테네 하계 올림픽 여자 축구 은메달 수상
- 2007년 팬아메리칸 게임 여자 축구 금메달 수상
- 2007년 FIFA 여자 월드컵 준우승
- 2008년 베이징 하계 올림픽 여자 축구 은메달 수상
- 2010년 남미 여자 축구 선수권 대회 우승
- 2018년 코파 아메리카 페메니나 우승

### 개인
- FIFA 올해의 여자 선수 6회 선정 (2006, 2007, 2008, 2009, 2010, 2018)
- 코파 리베르타도레스 페메니나 골든볼(대회 MVP) 1회 수상 (2009)
- 다말스벤스칸 득점왕 3회 수상 (2004, 2005, 2008)
- FIFA U-20 월드컵 골든볼(대회 MVP) 1회 수상 (2004)
- 2007년 FIFA 여자 월드컵 골든볼(대회 MVP) 수상
- 2007년 FIFA 여자 월드컵 골든슈(대회 득점왕) 수상
- 미국 여자 프로 축구 MVP 2회 수상 (2009, 2010)
- 미국 여자 프로 축구 골든부트 3회 수상 (2009, 2010, 2011)
- 미국 여자 프로 축구 챔피언 결정전 MVP 1회 수상 (2010)
- 코파 아메리카 페메니나 득점왕 1회 수상 (2010)

## 사진

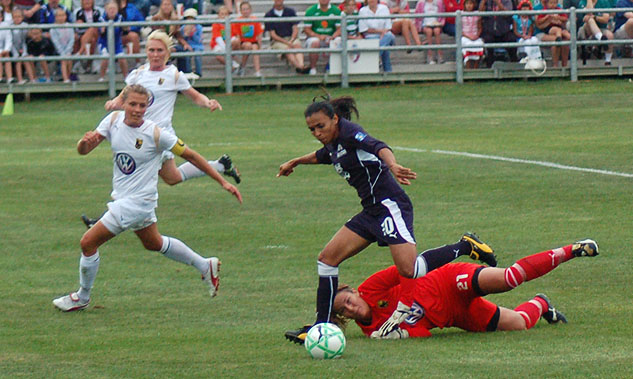
2009년 미국 여자 프로 축구(WPS) 올스타 게임(All-Star Game)에 출전한 마르타
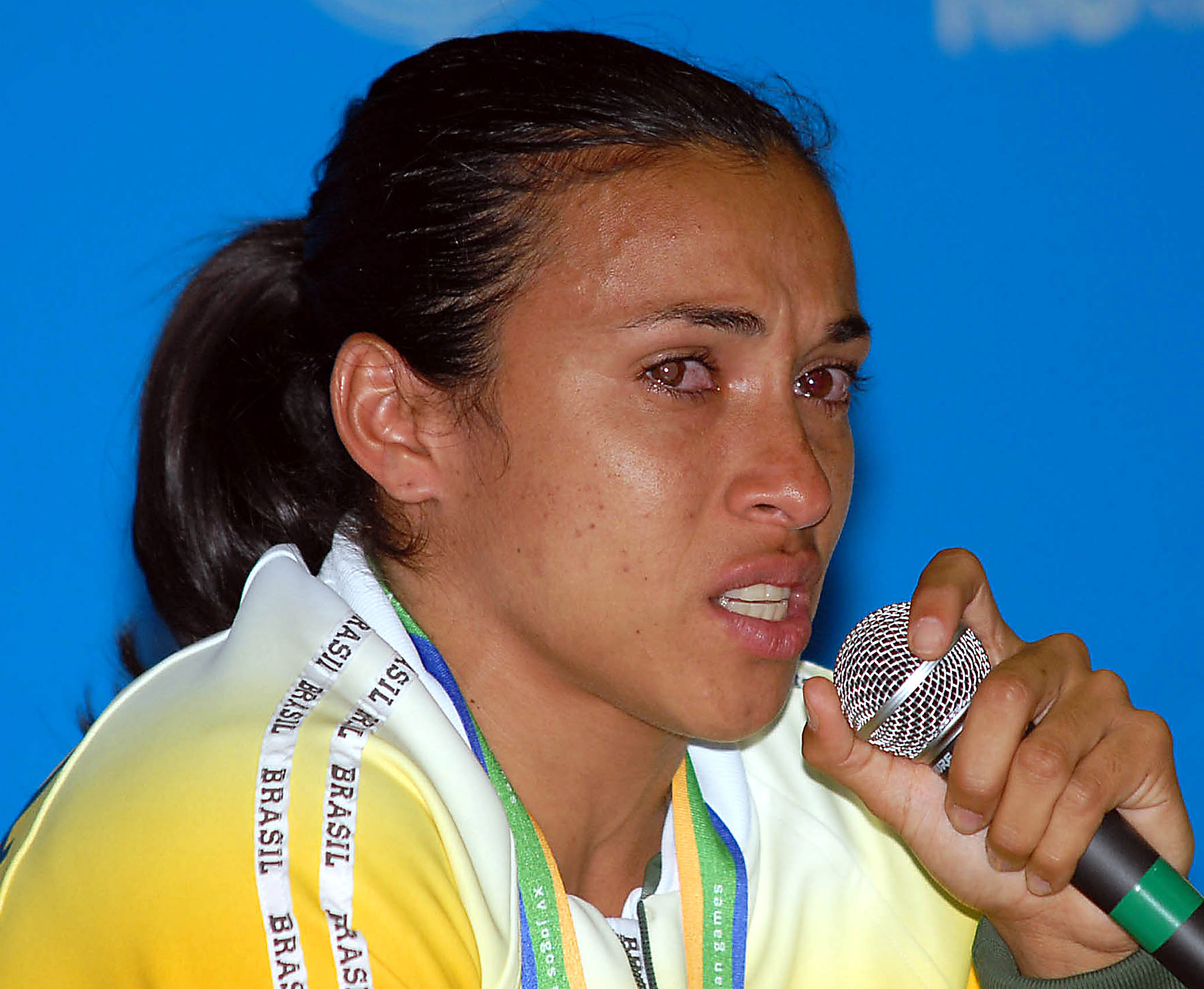
인터뷰 중인 마르타

## 같이 보기
- 올림픽 축구 메달리스트 목록